# 中村直美
中村 直美（なかむら なおみ、1977年7月21日 - ）は、日本のフリーアナウンサー。ホリプロアナウンス室 (HAP) 所属。

## 来歴
長崎県南高来郡南有馬町（現・南島原市）出身。長崎県立大学経済学部卒業。大学在学中、ニュージーランドやロンドンでのホームステイと南京大学への短期留学をしたことがある。
大学を卒業後、2000年4月から2002年3月まで長崎文化放送の契約リポーターを、2002年4月から2004年3月までNHK長崎放送局の契約キャスターを務めていた。
NHKとの契約の終了後に上京。オフィスキイワードなどへの所属を経て、2009年からホリプロに籍を置いている。また、オフィス・エアーとも業務提携している。
ニュース読みを担当しているFM NACK5では、同局ニュースルーム（報道局）のデスクも兼務している。また、ケーブルネット296のアナウンス講師も務めている。ホリプロに所属してからしばらくの間は、テレビドラマにゲスト出演することもあった。

## 出演

### テレビ番組
- 情報市場 どっきんセニョーラ！（2000年 - 2002年、長崎文化放送）
- 小学生クラス対抗30人31脚 長崎大会（長崎文化放送）
- 金太郎のがまだせ5（2002年 - 2004年、NHK長崎放送局） - MC兼ディレクター[6]
- Rakuten Shopping TV（スカパー!）
- デイリーショッピングネットワーク（BS-i）
- 晴れ晴れハローショッピング（エーエフシー）
- 痛快！買い物らんど ショップ島（テレビ東京）
- 教えて・からだのミカタ（BS-TBS） - DHCインフォマーシャル
- 通販ライブマル得JAPANGOLD - マイケア「KUMAMOTO潤馬化粧養油」商品紹介ショッパー

### テレビドラマ
- 警視庁失踪人捜査課 第3話・第7話（2010年、朝日放送/テレビ朝日） - 通販ショッパー 役
- マークスの山 最終話（2010年、WOWOW） - リポーター 役
- 刑事シュート3 しゅうと&ムコの事件日誌 3（2011年、TBS） - ニュースキャスター 役
- 刑事吉永誠一 涙の事件簿 8 虹が消えた交差点（2011年、テレビ東京/BSジャパン） - 看護師 役
- 淋しい狩人（2013年、フジテレビ）

### ラジオ番組
- 夕焼けSHUTTLE（2012年 - 2014年、FM NACK5） - 水曜日アシスタント
- 選挙速報特番（FM NACK5） - キャスター兼ディレクター
- NACK5 NEWS（FM NACK5、毎週月曜日 12 - 19時台のニュース担当）

## 執筆
- フジサンケイ ビジネスアイ（日本工業新聞） - コラム執筆[5]